# Mandawar (Rajasthan)
Mandawar (Mandavara) è una suddivisione dell'India, classificata come census town, di 10.108 abitanti, situata nel distretto di Dausa, nello stato federato del Rajasthan. In base al numero di abitanti la città rientra nella classe IV (da 10.000 a 19.999 persone).

## Geografia fisica
La città è situata a 25° 20' 35 N e 75° 33' 20 E e ha un'altitudine di 248 m s.l.m..

## Società

### Evoluzione demografica
Al censimento del 2001 la popolazione di Mandawar assommava a 10.108 persone, delle quali 5.400 maschi e 4.708 femmine. I bambini di età inferiore o uguale ai sei anni assommavano a 1.567, dei quali 847 maschi e 720 femmine. Infine, coloro che erano in grado di saper almeno leggere e scrivere erano 6.887, dei quali 4.202 maschi e 2.685 femmine.